# Ксыр-Пата
Ксыр-Пата (также Куру́-Узе́нь, Ксеро-Потам, Каравайда; укр. Куру-Узень, крымскотат. Quru Özen, Къуру Озен) — река на Южном берегу Крыма. Длина русла реки — 9 км, площадь водосборного бассейна — 14,4 км², среднемноголетний сток, на гидропосте Солнечногорское, составляет 0,022 м³/с (по более современным данным — 0,017 м³/с).

## Название
Название Ксыр-Пата означает в переводе с греческого языка «сухая река». Название Куру-Узень в переводе с крымскотатарского языка также означает «сухая река» (къуру — сухой, озен (на южнобережном диалекте узень) — река).

## География
Исток реки расположен юго-восточном склоне горной яйлы Демерджи, у вершины Басамах-Хая, на высоте 500 м. Течёт преимущественно в юго-восточном направлении, верховья в сухое время безводны, небольшой водоток начинается от источника Ай-Йорий (Ай-Лия) на высоте 460 м над уровнем моря; также в верховьях известны родники Хачамар, Ассиох, Курпачи — все малодебитные, вытекающая из которых вода вскоре уходит в почву. У реки, согласно справочнику «Поверхностные водные объекты Крыма», 5 безымянных притоков длиной менее 5 километров, все они — овраги в верхней части. На карте 1836 года подписан довольно значительный левый приток — овраг Байталаки. Постоянного водотока река не имеет, вследствие отсутствия мощных родников и наполняется водой после осадков на Демерджи-яйле. Зачастую ливневые потоки выносят в низовье массу щебня и камней, образуя большие наносы, а в 1912 году был снесён мост на шоссе Алушта — Судак.
В верхней части реки берега поросшие редким лесом, в нижней части — редким кустарником. Река Ксыр-Пата пересыхает в большую часть года и обводняется после ливней в зимне-весенний период, иногда летом. Впадает в Чёрное море в юго-западной части посёлка городского типа Солнечногорское; в 0,5 км на запад от устья реки Улу-Узень Восточный.
Близ устья реку пересекает автодорога 35К-005 (Алушта — Судак — Феодосия). Водоохранная зона реки установлена в 50 м.